# Port de Kemi
Le port de Kemi (finnois : Kemin satama, LOCODE:FI KEM) est un port situé à Kemi en Finlande,.

## Présentation
Le port se compose de deux zones portuaires :
- Port d'Ajos (Ajoksen satama),
- Port de Veitsiluoto (Veitsiluodon satama)

Les quantités de marchandises passées par le port sont :
| Port         | 2015      | 2019      |
| ------------ | --------- | --------- |
| Port de Kemi | 1 546 753 | 1 617 813 |

## Port d'Ajos
Le port d'Ajos (LOCODE:FI AJO) est le port principal de Kemi, situé dans le quartier d'Ajos (fi). 
Les produits pétroliers, les produits chimiques, le bois brut et les conteneurs sont importés par ce port. 
Le port a un tirant d'eau de 10,0 mètres et permet des expéditions d'environ 30 000 tonnes. 
Depuis le 1er juillet 2006, toutes les exportations de Kemi sont traitées via Ajos.
| Équipement            | Longueur | Profondeur |
| --------------------- | -------- | ---------- |
| Quai I, places 1-2    | 160 m    | 10,8 m     |
| Quai I, places 3-4    | 179 m    | 8,7 m      |
| Quai II, places 5-7   | 292 m    | 8,7 m      |
| Quai III, places 8-9  | 178 m    | 11,4 m     |
| Quai IV, places 10-11 | 178 m    | 11,4 m     |
| Quai pétrolier        |          | 11,4 m     |

## Port de Veitsiluoto
Le port de Veitsiluoto (LOCODE:FI VEI) est aussi situé dans le quartier d'Ajos plus précisément dans la petite section de Veitsiluoto dans la zone de l'usine de Stora Enso. 
Le port sert à l'importation pour les usines de Stora Enso. 
Il permet de fournir aux usines des chargements de bois brut et de papier ainsi que des produits chimiques dans des conteneurs. Le tirant d'eau du port est de 7,0 mètres.

## Galerie

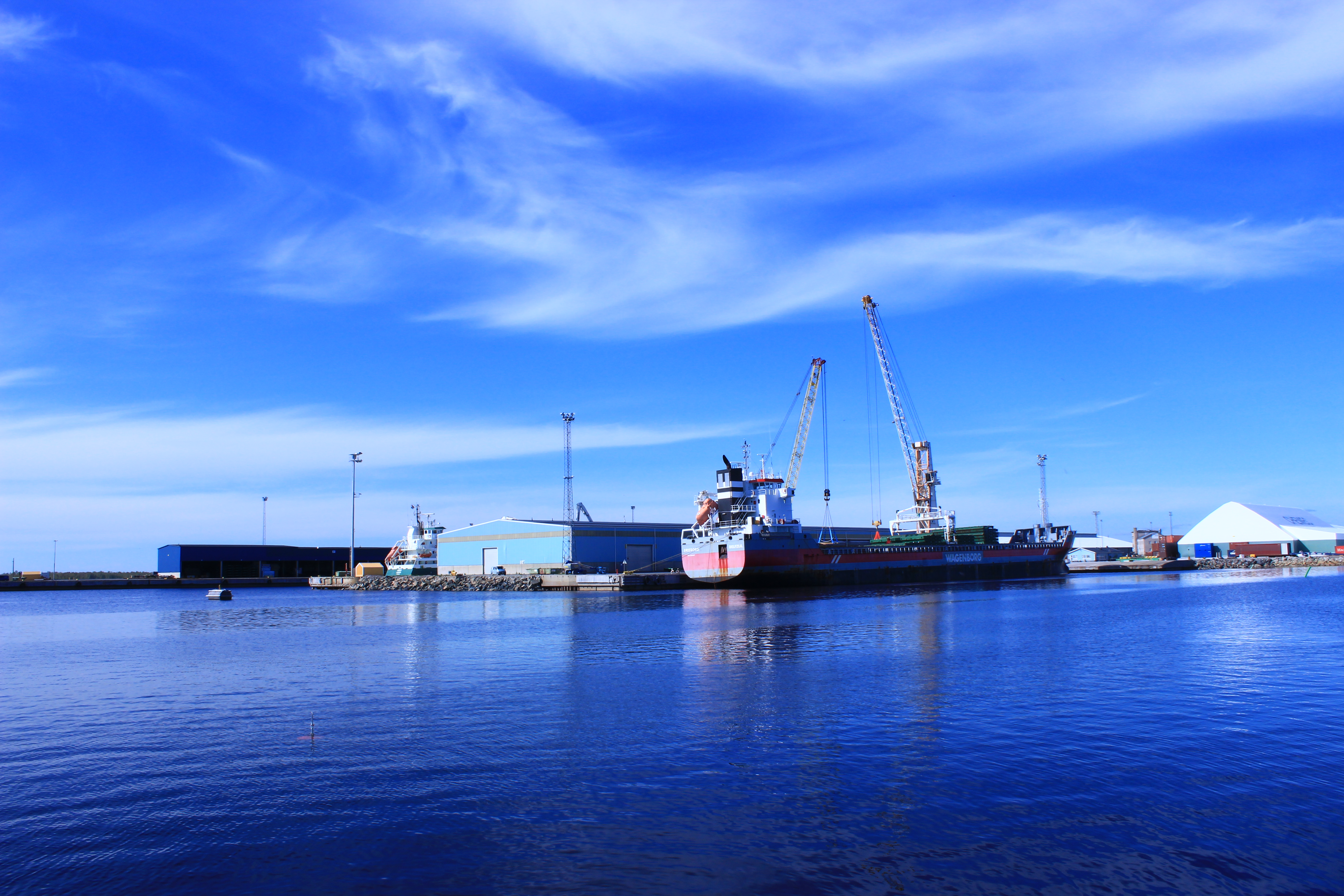
Le port.
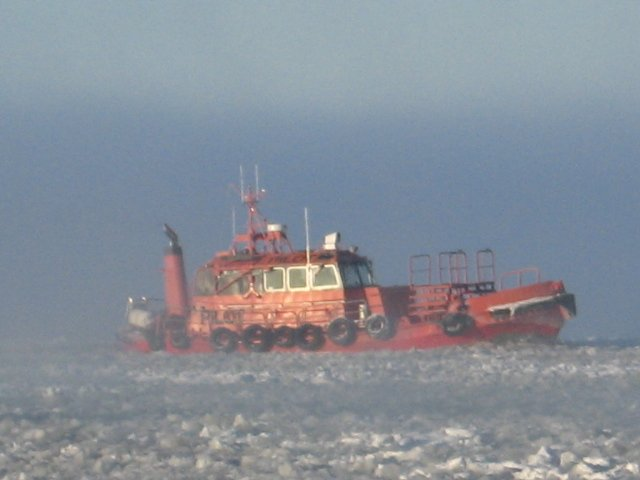
Bateau pilote.
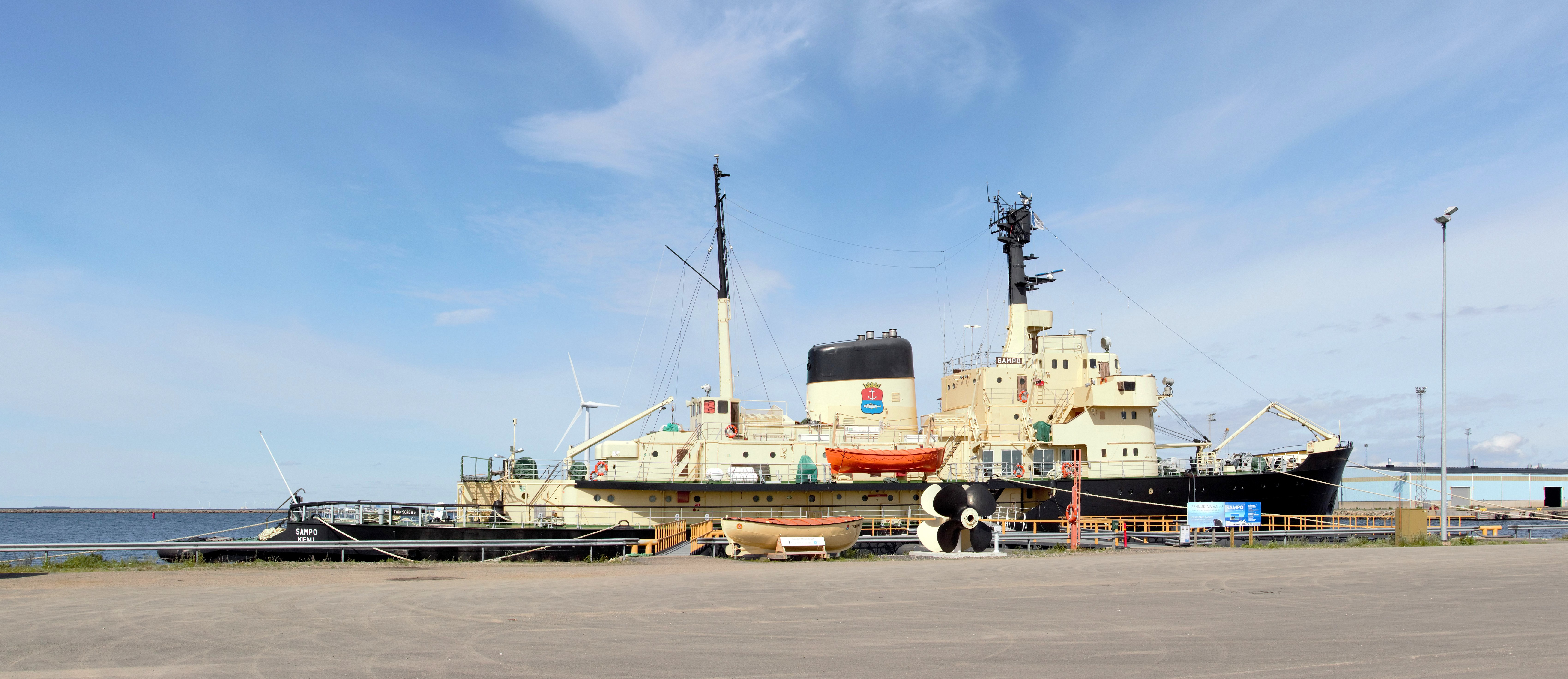
Brise-glace Sampo.
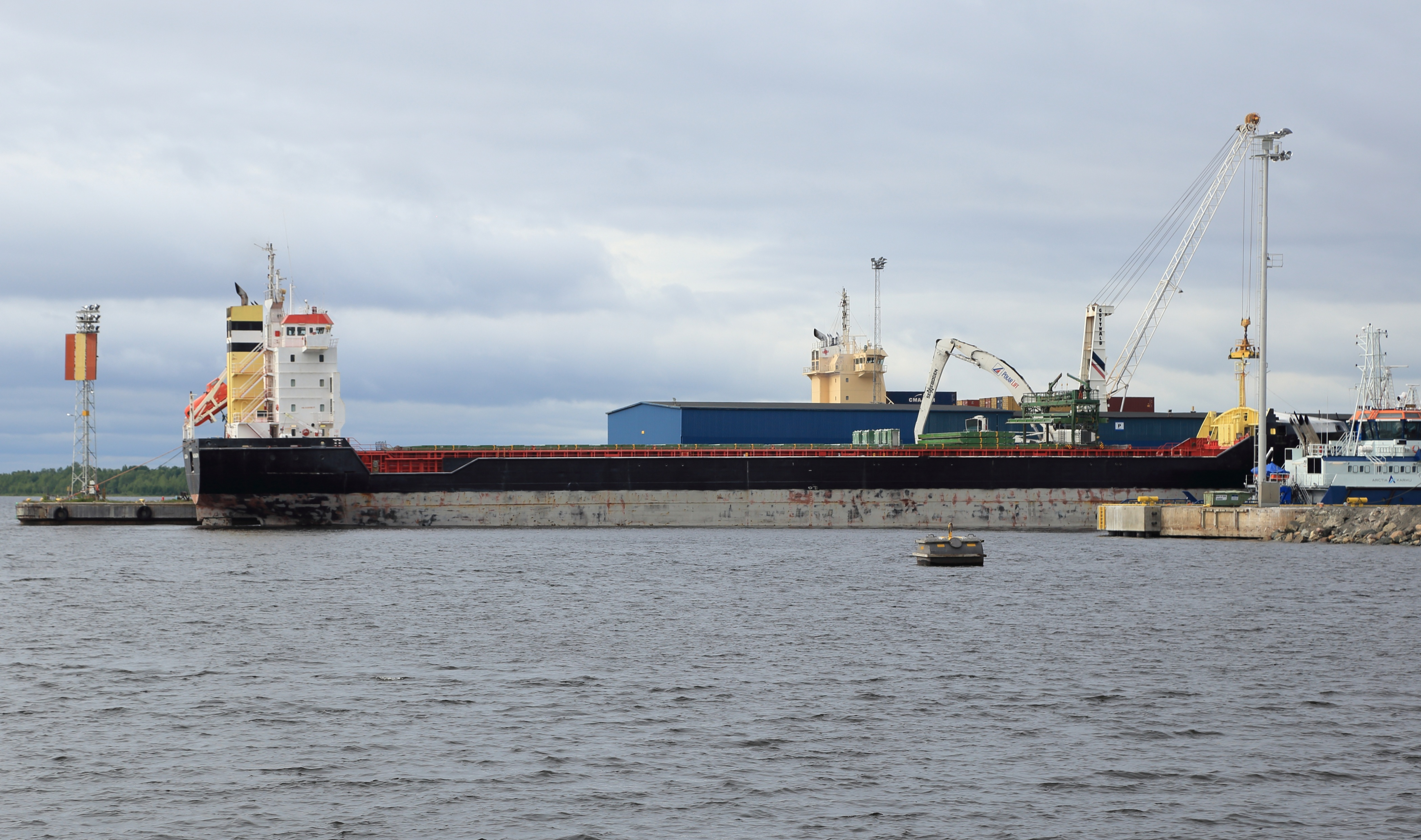
Le Lucina à quai.
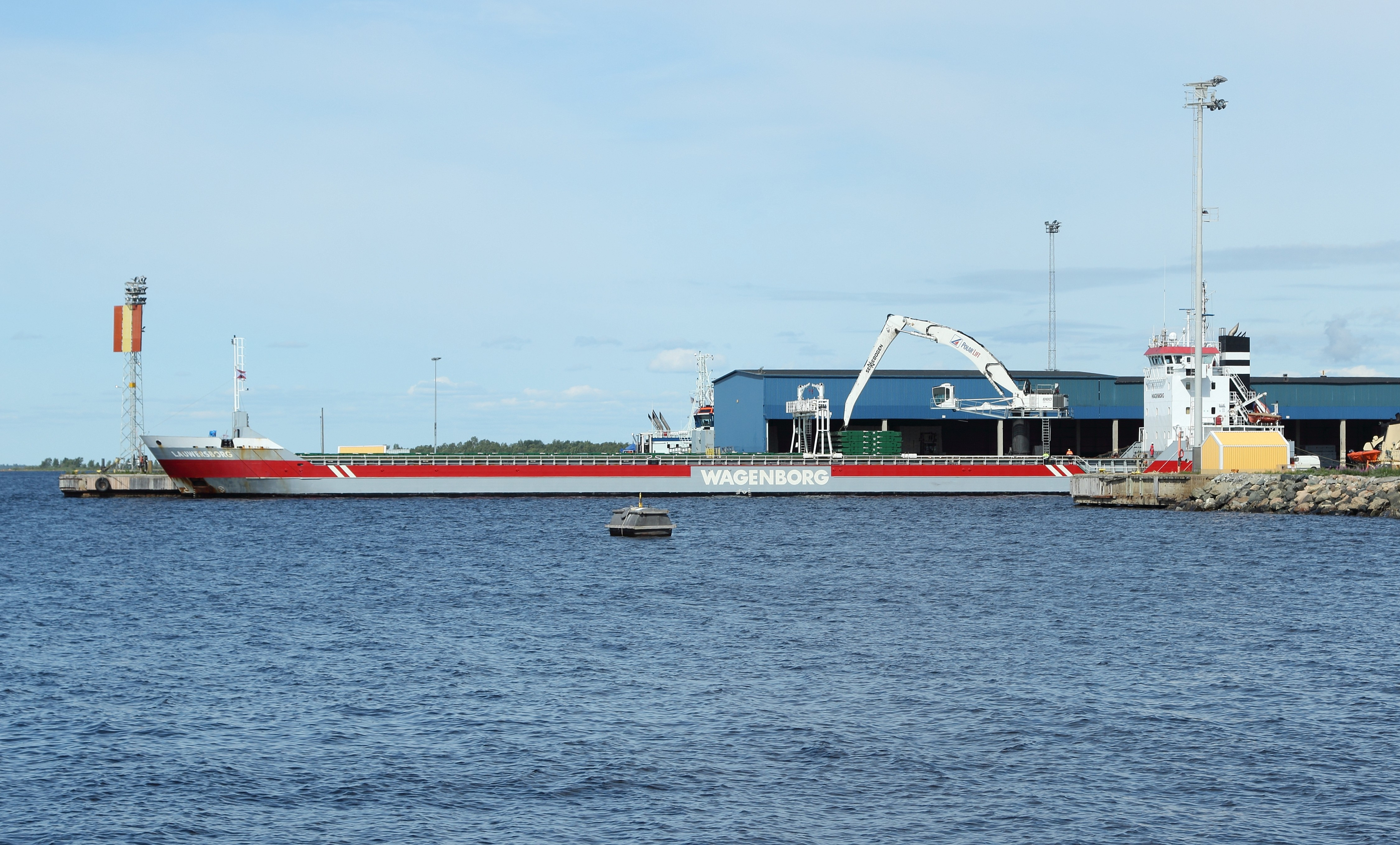
Le Lauwersborg à quai.
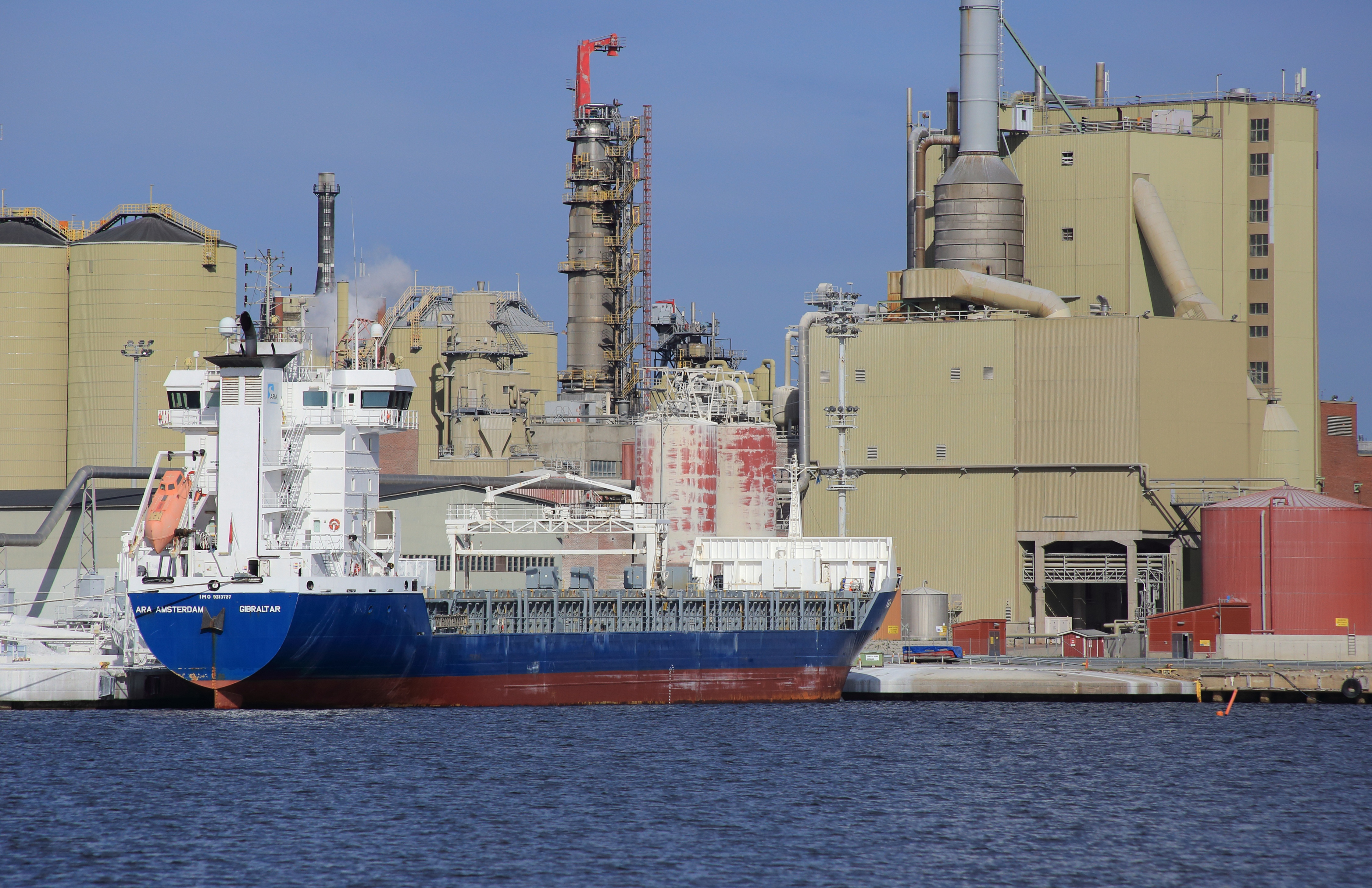
Ara Amsterdam à Veitsiluoto.